# Autostrady we Francji

Francuski znak C207 – początek odcinka autostrady

Autostrady we Francji – sieć autostrad we Francji (fr. réseau autoroutier), w 2014 składająca się ze 140 odcinków o całkowitej długości 11 882 km (9048 km – płatnych, 2834 km – bezpłatnych, zarządzanych przez państwo). W budowie pozostaje 360,9 km autostrad, a 1039 km dróg ekspresowych przewidzianych jest do przebudowy do standardów autostrady.
Prawo francuskie definiuje autostradę jako Szlak drogowy o przeznaczeniu specjalnym, bez skrzyżowań, dostępny jedynie w punktach przystosowanych do tego celu i całkowicie zarezerwowanych dla pojazdów o napędzie mechanicznym (ustawa z dnia 18 kwietnia 1955 roku).

## Schemat sieci
Francuska sieć autostradowa składa się z autostrad oraz dróg ekspresowych kategorii LACRA (Liaisons Assurant la Continuité du Réseau Autoroutier – fr. Połączenia Zapewniające Ciągłość Sieci Autostradowej).

Sieć autostrad (pomarańczowe) i dróg ekspresowych (czerwone) we Francji (2012).

## Numeracja

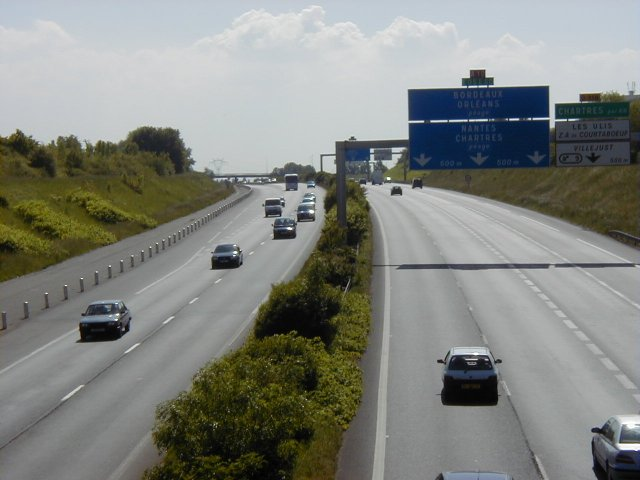
Autostrada A 10 na południe od Paryża.

Francuski system numeracji autostrad przypomina system brytyjski. Autostrady są krótkie w porównaniu z wielkością kraju, zarządzane przez kilkanaście różnych podmiotów i zawsze budowane krótkimi odcinkami. Francja jest krajem silnie scentralizowanym, z głównym ośrodkiem gospodarczym i kulturalnym w Paryżu. Z tych powodów system numeracji obowiązujący we Francji jest oparty na powiązaniu numeru autostrady z jej lokalizacją geograficzną.
Najniższe numery są przypisane autostradom wybiegającym promieniście z Paryża oraz ich głównym odgałęzieniom:
- A1 w kierunku Lille z odgałęzieniem A2 w kierunku Brukseli
- A3 łącząca się z A1 po kilkunastu kilometrach,
- A4 w kierunku Reims i Strasburga,
- A5 w kierunku Troyes,
- A6 w kierunku Lyonu z przedłużeniem autostradą A7 w kierunku Marsylii, z odgałęzieniami A8 w kierunku Nicei oraz A9 w kierunku Montpellier,
- A10 w kierunku Orleanu i Bordeaux,
- A11 w kierunku Le Mans i Nantes,
- A13 w kierunku Rouen, Hawru i Caen z krótkim odgałęzieniem A12 do Trappes na przedmieściach Paryża.
- A14(inne języki) łącząca się po kilkunastu kilometrach z A13,
- A15(inne języki) – krótki odcinek w kierunku Cergy i Pontoise na przedmieściach Paryża, dalej jako droga krajowa w kierunku Rouen oraz krótki odcinek autostradowy między Rouen i Hawrem,
- A16 w kierunku Amiens, Calais i Eurotunelu. Autostradą staje się dopiero kilkanaście kilometrów za Paryżem, wcześniej jako droga N1.
- Autostrada A19(inne języki) to kilkudziesięciokilometrowy odcinek łączący A5 i A10 między Sens i Orleanem,

Pozostałe numery są rozdzielone w następujący sposób:
- A2x noszą autostrady na północy Francji (wyjątek – A20(inne języki) Vierzon–Montauban),
- A3x noszą autostrady na północnym wschodzie Francji,
- A4x noszą autostrady na południowym wschodzie, w rejonie Alp i doliny Rodanu,
- A5x noszą autostrady usytuowane na Lazurowym Wybrzeżu,
- A6x noszą autostrady na południowym zachodzie Francji,
- A7x noszą autostrady w centrum kraju,
- A8x noszą autostrady na zachodzie kraju (wyjątek – A86(inne języki) – wewnętrzna obwodnica autostradowa aglomeracji paryskiej),
- A9x są obecnie nieużywane, dawniej przydzielone autostradom w Normandii, zostały zastąpione trzycyfrowymi numerami 13x oraz 15x.
- Pozostałe numery A1xx są przydzielone autostradom w Île-de-France. Zwykle są to krótkie odcinki, nie dłuższe niż kilkanaście kilometrów. Szczególne znaczenie ma autostrada A104(inne języki) – nieukończona zewnętrzna obwodnica autostradowa aglomeracji paryskiej, obecnie parametry autostrady ma jedynie część wschodnia.
- Numery Axxx (oprócz A1xx) są przypisane krótkim odcinkom autostrad, dwie pierwsze cyfry są zwykle powtórzeniem numeru głównej autostrady, od której odgałęzia się dany odcinek.

Poza oficjalnymi numerami, we Francji funkcjonują również nazwy nadawane autostradom.

## Przepisy ruchu drogowego

### Ograniczenia prędkości
Poniższa tabela podsumowuje ograniczenia prędkości na autostradach we Francji zgodnie obowiązującym kodeksem drogowym.

|  | - dla pojazdów o dopuszczalnej masie całkowitej nie przekraczającej 3,5 t oraz autobusów o dopuszczalnej masie całkowitej 10 t, |
|  | - podczas opadów, w szczególności opadów deszczu, - dla kierowców: - posiadających prawo jazdy krócej niż dwa lata lub trzy lata (zależnie od daty uzyskania), - „pod opieką” (conduite acompagnée) oraz kursantów na prawo jazdy, - dla pojazdów ciężarowych o całkowitej masie dopuszczalnej do 12 t,                                                            |
|  | - dla autobusów o dopuszczalnej masie całkowitej przekraczającej 10 t, wyposażonych w układ ABS, - na odcinku autostrady, na którym znaki drogowe ograniczają prędkość do 110 km/h, dla kierowców: - posiadających prawo jazdy krócej niż dwa lata lub trzy lata (zależnie od daty uzyskania), - „pod opieką” (conduite acompagnée) oraz kursantów na prawo jazdy, |
|  | - dla pojazdów o oponach wyposażonych w urządzenia przeciwpoślizgowe z wystającymi elementami (np. opony z kolcami), - autobusów o dopuszczalnej masie całkowitej przekraczającej 10 t, nie wyposażonych w układ ABS, - pojazdów o dopuszczalnej masie całkowitej przekraczającej 12 t,                                                                            |
|  | - dla pojazdów o dopuszczalnej masie całkowitej ponad 12 t przewożących materiały niebezpieczne, |
|  | - w przypadku widoczności mniejszej niż 50 m |

## Opłaty

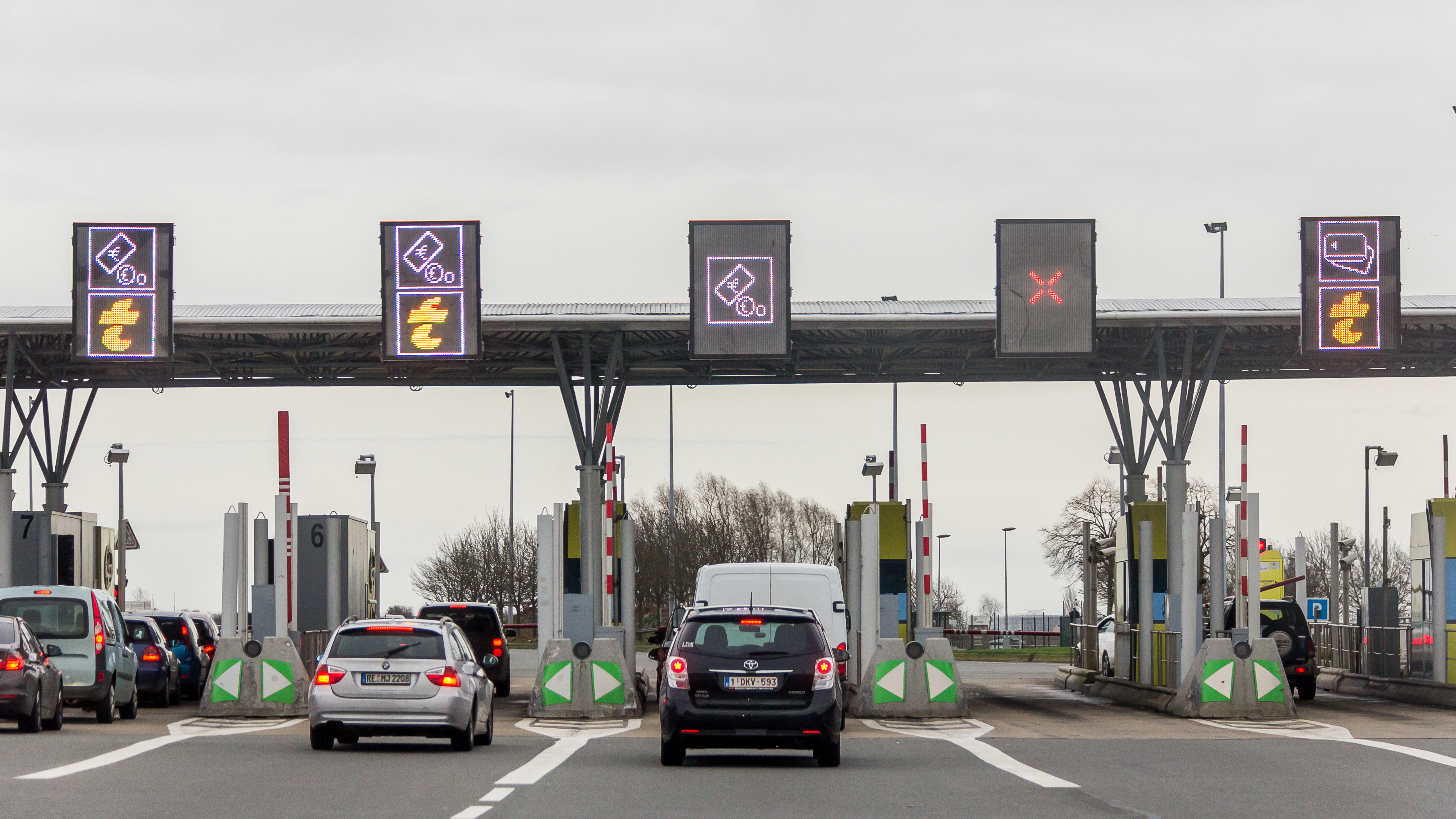
Punkt poboru opłat na autostradzie A2.

We Francji pobór opłat na autostradach odbywa się w punktach poboru opłat (bramkach). Wysokość opłaty jest ustalana przez operatora autostrady i zależy od:
- rodzaju pojazdu,
- przejechanej odległości,
- odcinka autostrady,
- pory dnia (opłaty w godzinach szczytu mogą być wyższe – jest to rozwiązanie dość rzadkie i stosowane jedynie na najbardziej zatłoczonych autostradach),

Aktualne cenniki można znaleźć na stronach internetowych operatorów płatnych autostrad.

### Zarządcy płatnych odcinków
Płatne autostrady we Francji są zarządzane przez operatorów na zasadzie koncesji, przyznawanych przez rząd na budowę i eksploatację danego odcinka.
W chwili obecnej autostrady we Francji są zarządzane przez następujących operatorów:
- ALIS, 125 km
- APRR(inne języki) (Autoroutes Paris-Rhin-Rhône), 1801 km
- AREA(inne języki) (Société des autoroutes Rhône-Alpes), 381 km
- ASF (Autoroutes du sud de la France), 2325 km
- ATMB(inne języki) (Autoroute et tunnel du Mont-Blanc), 107 km
- CEVM(inne języki) (Wiadukt w Millau), 2,5 km
- Cofiroute (Compagnie Industrielle et Financière des Autoroutes), 896 km
- ESCOTA (Société des autoroutes Esterel-Côte d’Azur), 460 km
- Sanef (Société des autoroutes du Nord et de l’Est de la France), 1317 km
- SAPN (Société des autoroutes Paris-Normandie), 366 km
- SFTRF(inne języki) (Société française du tunnel routier du Fréjus), 67 km

Niekiedy zdarza się, że pewne odcinki autostrad są zarządzane przez operatorów, a nie przez władze państwowe, a pomimo tego pozostają bezpłatne. Najczęściej dotyczy to krótkich odcinków w pobliżu większych miast.

### System Télépéage
Aby ułatwić kierowcom korzystanie z płatnych autostrad, operatorzy wprowadzili w 2000 system Télépéage (dosł. „opłata na odległość”). Operatorzy autostradowi wypożyczają kierowcom nadajniki radiowe, które są instalowane w samochodach. Nadajniki te rejestrują automatycznie moment i miejsce wjechania na płatny odcinek autostrady oraz opuszczenia go. Należność pobierana jest z konta bankowego właściciela pojazdu.

## Historia
Pierwszym odcinkiem autostrady we Francji był 20-kilometrowy fragment obecnej A13, pomiędzy Orgeval i Saint-Cloud. Miano go oddać do użytku w 1940, jednak z powodu II wojny światowej otwarcie nastąpiło 9 czerwca 1946. Tamtejsza sieć autostrad rozwijała się dość wolno aż do lat 70., kiedy to ukończono najważniejsze z punktu widzenia francuskiego transportu drogowego połączenie Lille – Paryż – Lyon – Marsylia.
Początkowo powstawały jedynie krótkie odcinki służące zaspokajaniu lokalnych potrzeb transportowych. Przełom nastąpił w 1955, gdy po burzliwej debacie, rząd zdecydował o wprowadzeniu systemu płatnych autostrad, budowanych i zarządzanych przez wydzielonych operatorów. W 1956 utworzono pierwszego operatora autostradowego – ESCOTA. Rok 1970 przyniósł kolejne zmiany. Po opadach śniegu, które sparaliżowały ruch na południu Francji, rząd doszedł do wniosku, że istniejący system zarządzania autostradami jest niewydajny. Powołano agencję Scetauroute, która od tej pory miała zająć się autostradami z ramienia państwa. Przyznano również dużo większą autonomię operatorom. Pojawiły się też pierwsze firmy prywatne zarządzające autostradami.
Na początku lat 80, po dojściu do władzy socjalistów, próbowano zlikwidować system płatnych autostrad, szybko jednak okazało się, że rozwój i utrzymanie sieci są niemożliwe wyłącznie za pieniądze z budżetu państwa. W ostatnich latach doszło do kolejnych zmian. W 2000 roku operatorzy autostrad stali się normalnymi przedsiębiorstwami, działającymi zgodnie z prawem wspólnotowym Unii Europejskiej. Wprowadzono system przetargów na budowę i obsługę nowych odcinków autostrad. Te zmiany otworzyły drogę do możliwości prywatyzacji operatorów, która jest od dłuższego czasu gorącym tematem we Francji.

### Ewolucja sieci
Długość francuskiej sieci autostradowej:
- 1946 – 20 km,
- 1967 – 1000 km,
- 1981 – 5000 km,
- 2001 – 10 014 km,

## Stan obecny
Obecnie większość planowanych autostrad we Francji jest ukończona, jednak brakuje kilku kluczowych odcinków, m.in. fragmentów obydwu autostradowych obwodnic Paryża, a także obwodnic innych miast. W budowie jest około 20 odcinków o łącznej długości ok. 200 km (styczeń 2006). Istnieje też wiele planów, o różnym stopniu zaawansowania, dotyczących budowy następnych odcinków lub ulepszania istniejących np. przez dobudowanie nowych pasów ruchu. Cechą charakterystyczną rozwoju sieci autostradowej Francji jest to, że wiele nowych odcinków nie powstaje „od podstaw” lecz jest efektem dostosowywania istniejących fragmentów sieci drogowej do standardów autostradowych.